# Earl Hines
Earl Kenneth Hines, také známý jako Fatha Hines (28. prosince 1903 Duquesne – 22. dubna 1983 Oakland), byl americký jazzový pianista a kapelník. Byl jednou z nejvlivnějších osobností ve vývoji jazzového klavíru a podle jednoho zdroje byl „jedním z malého počtu pianistů, jejichž hra formovala historii jazzu“.
Trumpetista Dizzy Gillespie (člen Hinesova big bandu, kde hrál spolu s Charlie Parkerem) napsal: „Piáno je základem moderní harmonie. Tenhle malý kluk pochází z Chicaga, Earl Hines. Změnil styl hry na piáno. Můžete u něj najít kořeny Buda Powella, Herbie Hancocka, všech lidí, kteří přišli pak. Kdyby nebylo Earla Hinesa, který připravil cestu pro příští generaci, netuším, kde a jak by teď hráli. Existovaly různé varianty, ale styl ... moderního piána pochází od Earla Hinese.“
Pianista Lennie Tristano řekl: „Earl Hines je jediný z nás, který dokáže dělat skutečný jazz a skutečný swing, když hraje úplně sám.“ Horace Silver řekl: „Má zcela jedinečný styl. Nikdo nemůže ten zvuk napodobit, žádný jiný pianista.“ Erroll Garner řekl: „Když mluvíte o velikosti, mluvíte o Artovi Tatumovi a Earlu Hinesovi.“